# Батурина (деревня)
Бату́рина — деревня в Аромашевском районе Тюменской области России. Входит в состав Русаковского сельского поселения.
Находится на берегу реки Вагай и Батурино.  Автобусное сообщение.
деревня Батурина, как и вся Тюменская область, находится в часовой зоне МСК+2. Смещение применяемого времени относительно UTC составляет +5:00.

## Население
| 1989 | 2002 | 2010 |
| ---- | ---- | ---- |
| 50   | ↘24  | ↘14  |